# Luperina indistincta
Luperina indistincta är en fjärilsart som beskrevs av Hans Rebel 1933. Luperina indistincta ingår i släktet Luperina och familjen nattflyn. Inga underarter finns listade i Catalogue of Life.